# Saeed Al-Kathiri
Saeed Salem Saleh Salem Al Kathiri, còn có tên Saeed Al Kathiri (tiếng Ả Rập: سعيد الكثيري; sinh ngày 28 tháng 3 năm 1988 ở Abu Dhabi, Các Tiểu vương quốc Ả Rập Thống nhất), là một cầu thủ bóng đá người Các Tiểu vương quốc Ả Rập Thống nhất cho câu lạc bộ quê nhà Al Dhafra tại UAE Football League ở vị trí hậu vệ. Anh cũng thi đấu ở vị trí tiền đạo.
Anh thi đấu cho Đội tuyển bóng đá quốc gia Các Tiểu vương quốc Ả Rập Thống nhất kể từ năm 2010.

## Danh hiệu
Các Tiểu vương quốc Ả Rập Thống nhất
- Cúp các quốc gia vùng Vịnh: 2013
- Cúp bóng đá châu Á hạng ba: 2015